# Salomon Frankfurter
Salomon Frankfurter (Bratislava, 9 novembre 1856 – Vienna, 24 settembre 1941) è stato un archeologo e pedagogo austriaco.

## Biografia

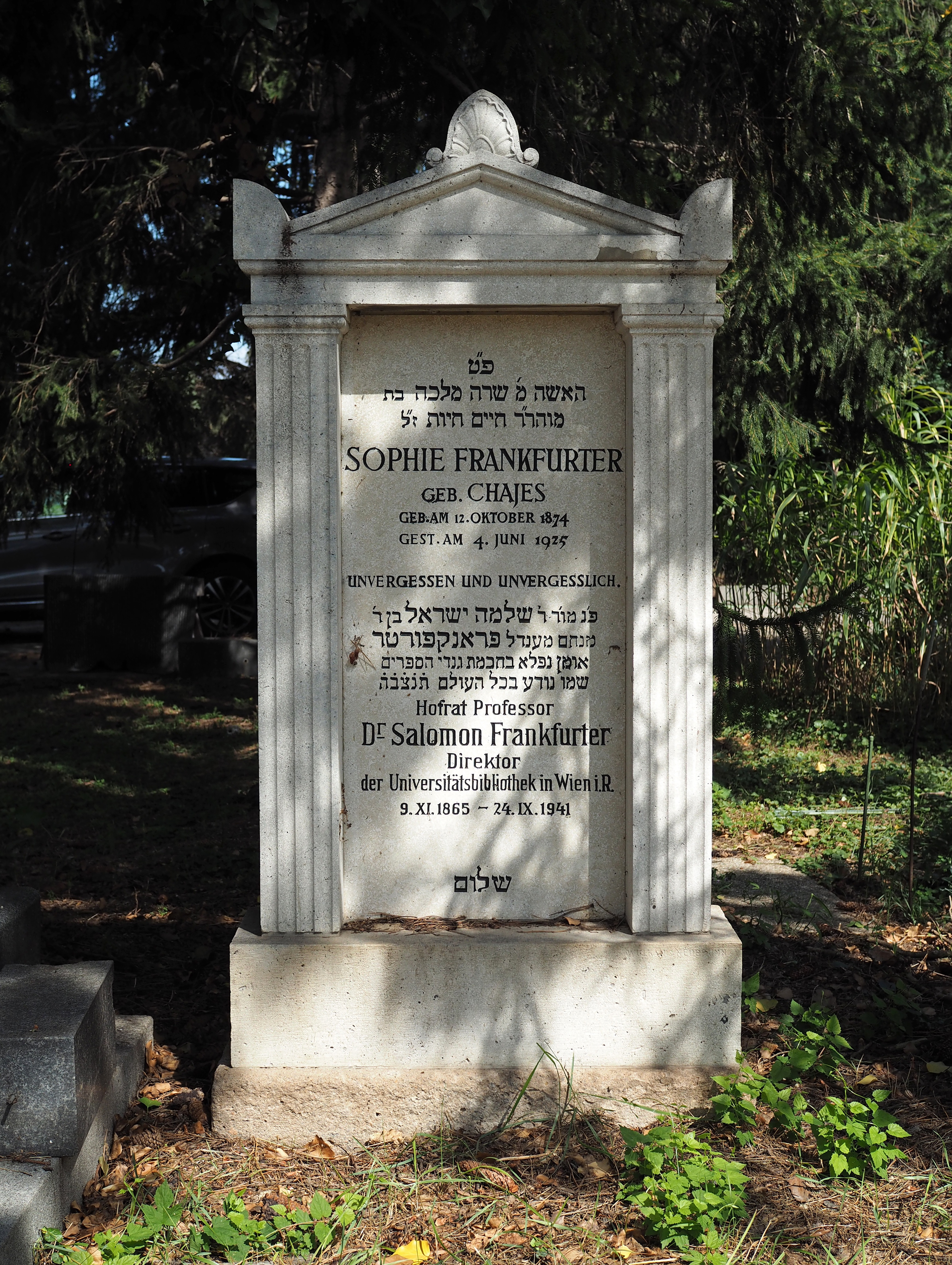
La stele di Salomon Frankfurter e sua moglie Sophie

Nacque il 9 novembre 1856, a Presburgo, Bratislava, figlio di Emanuel Frankfurter, che lavorava per la Comunità Ebraica di Cultura (IKG) a Vienna, e della sua seconda moglie Johanna Wertheimer. Suo fratello maggiore Leopold Frankfurter emigrò negli Stati Uniti nel 1896, dove suo figlio Felix Frankfurter (1882-1965) fece carriera come avvocato, divenendo un giudice della Corte Suprema.
Studiò con Mommsen e Hartel a Berlino e Vienna, specializzandosi in filologia, archeologia, pedagogia e ebraismo. In tutti questi campi scrisse molti articoli, e come capo bibliotecario a Vienna dedicò la sua conoscenza scientifica per l'espansione del famoso istituto. Si ritirò da questo incarico nel 1923.
Quando i Nazisti annetterono l'Austria, il professor Frankfurter, insieme ad altri viennesi di primo piano, tra i quali l'amico Sigmund Freud, fu arrestato e incarcerato. Il suo compagno di cella era Ernst Kleinberg, un fotografo personale del New York Post, che poi rivelò la storia. Il 26 marzo 1938, grazie agli sforzi del Dipartimento di Stato USA e della politica britannica Nancy Astor, l'anziano Frankfurter fu scarcerato e portato a Washington. La sua biblioteca privata fu rubata dai Nazisti nel 1940.
Si sposò con Sophie Chajes-Horowitz di Lemberg nel 1897, che morì nel 1925. Ebbe un figlio Karl e tre figlie: Alice, in seguito Lisa Frank che divenne segretaria dell'Hagenbund di Vienna nel 1928 fuggì a New York nel 1938; Emmy rifugiata prima in Svizzera poi a Milano al termine della Seconda Guerra Mondiale, ed Elisabeth fuggita a New York con la sorella Alice.
La sua tomba , con la lapide dedicata dalla Città di Vienna dopo il 1945, si trova nella nuova parte ebraica del Cimitero Centrale di Vienna (Gate 4, Gruppo 2, Riga 3, n. 16).

## Carriera
Divenuto Direttore Bibliotecario all'Università di Vienna il suo nome è strettamente legato alla vita culturale e intellettuale di pre-nazista di Vienna, sia nella sua vicenda imperiale e repubblicana, il professor Frankfurter ricevette sotto la monarchia austriaca il titolo di Consigliere Imperiale di Corte, titolo che gli consentì di vivere nel Palazzo di Schönbrunn con la propria famiglia a stretto contatto con l'Imperatore Francesco Giuseppe.
Durante la democrazia austriaca servì anche come consulente per i Ministeri della Cultura e della Educazione fino a quando il regime di Hitler prese il potere.
Era un cavaliere dell'Ordine di Francesco Giuseppe, e la Repubblica lo decorò con l'Ordine al Merito austriaco.

## Articoli
- mit Wilhelm Kubitschek: Führer durch Carnuntum. Wien : R. Lechner, 1891.
- Graf Leo Thun-Hohenstein, Franz Exner und Hermann Bonitz. Beiträge zur Geschichte der österreichischen Unterrichtsreform. Wien : Hölder, 1893.
- (DE) Thun-Hohenstein, Graf Leo, in Allgemeine Deutsche Biographie, vol. 38, Lipsia, Duncker & Humblot, 1894,  p. 178–212.
- (Hrsg.): Serta Harteliana. Festschrift Wilhelm von Hartel. Wien : F. Tempsky, 1896.
- Das altjüdische Erziehungs- und Unterrichtswesen im Lichte moderner Bestrebungen. Vortrag. Wien : Löwit, 1910.
- Wilhelm von Hartel. Ein Leben und Wirken. Zur Enthüllung des Denkmales in der Universität am 9. Juni 1912. Wien/Leipzig 1912.
- Joseph Unger. Das Elternhaus – die Jugendjahre 1828–1875. Wien : Braumüller, 1917.
- Die Heranbildung der Mittelschullehrer. Das Eötvös-Kollegium in Budapest und seine Vorbilder. Wien : Gerold, 1919.
- Österreichs Bildungswesen. Die Volks-, Bürger- und Mittelschulen. Wien : Fromme, 1920.
- Dr. R. Kukulas Lebenserinnerungen. Gewidmet den Freunden der Wahrheit. Wien 1926.
- Salomon Ehrmann, 19. Dezember 1854 – 24. Oktober 1926. Ein Gedenkblatt. In: Menorah: jüdisches Familienblatt für Wissenschaft, Kunst und Literatur, 4. Jahrgang, Heft 12 (Dezember 1926), S. 666–669.
- Michael Holzmann. In: Zentralblatt für Bibliothekswesen, Jg. 49, 1932, S. 146–148.
- Gottlieb August Crüwell †. In: Zentralblatt für Bibliothekswesen, Jg. 49, 1932, S. 188–191.

## Letteratura
- Evelyn Adunka: Das Schicksal des Direktors der UB Salomon Frankfurter (1856–1941), alla UniVie, PDF
- Evelyn Adunka: Franfurter Salomon: Lessico Biografico Austriaco 1815-1950
- Walter Pongratz: Geschichte der Universitätsbibliothek Wien. Böhlau, Wien 1977
- Frankfurter, Salomon Friedrich, in: Handbuch österreichischer Autorinnen und Autoren jüdischer Herkunft, 2002, S. 352